# Paralamyctes levigatus
Paralamyctes levigatus är en mångfotingart som beskrevs av Carl Graf Attems 1928. Paralamyctes levigatus ingår i släktet Paralamyctes och familjen fåögonkrypare. Inga underarter finns listade i Catalogue of Life.